# Vahid Ghaffari
Pour les articles homonymes, voir Ghaffari.
Vahid Ghaffari, né le 7 août 1988, est un coureur cycliste iranien.

## Biographie
Lors du Tour d'Iran - Azerbaïdjan 2014, il est contrôlé positif à l'EPO. L'UCI le suspend pour une durée de deux ans. 
Il fait son retour à la compétition en juillet 2016 dans l'équipe Tabriz Shahrdari.

## Palmarès et résultats

### Palmarès par année
- 2008
  - 3e du Taftan Tour
- 2013
  - 3e du Tour du lac Poyang

### Classements mondiaux
| Année         | 2008 | 2009 | 2010 | 2011 | 2012 | 2013 | 2014 |
| ------------- | ---- | ---- | ---- | ---- | ---- | ---- | ---- |
| UCI Asia Tour | 95e  |      |      |      |      |      | 217e |